# Kodiosoma nigra
Kodiosoma nigra là một loài bướm đêm thuộc phân họ Arctiinae, họ Erebidae.